# 末広町停留場 (富山県)
末広町停留場（すえひろちょうていりゅうじょう）は、富山県高岡市末広町にある万葉線の停留場。
駅名の読みは「すえひろちょう」だが、地名の読みは「すえひろまち」である。

## 歴史
末広町停留場の設置は、万葉線として運行を始めてからは初めての新駅設置だった。現在万葉線の中で最も新しい駅である。

### 年表
- 2008年（平成20年）3月15日：開業。
- 2020年（令和2年）5月1日：株式会社サンテン・コーポレーションのネーミングライツ（命名権）取得によりサンテン・コーポレーション 末広町の愛称を使用開始[注釈 1][2]。

## 停留場構造
相対式ホーム2面1線の地上駅。2面のホームが1本の線路を挟み込む構造で、ホームに上屋がある。

## 停留場周辺
- 御旅屋セリオ
- 末広町商店街
- オタヤ通り商店街

## 隣の停留場
万葉線
■万葉線（高岡軌道線）
高岡駅停留場 - 末広町停留場 - 片原町停留場